# Rio Vide
Rio Vide é uma povoação portuguesa do Município de Miranda do Corvo que foi sede da extinta Freguesia de Rio Vide, freguesia que tinha 11,25 km² de área e 813 habitantes (2011), e, por isso, uma densidade populacional de 70,9 hab./km².
A Freguesia de Rio Vide foi extinta (agregada) pela reorganização administrativa de 2013, tendo o seu território sido agregado ao da Freguesia de Semide para criar a União das Freguesias de Semide e Rio Vide.

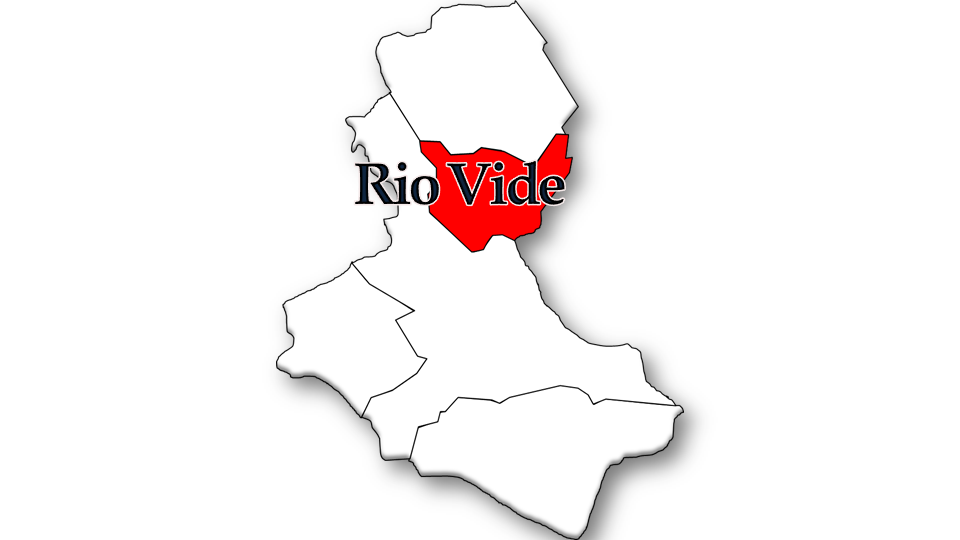
Localização no Município de Miranda do Corvo

## População

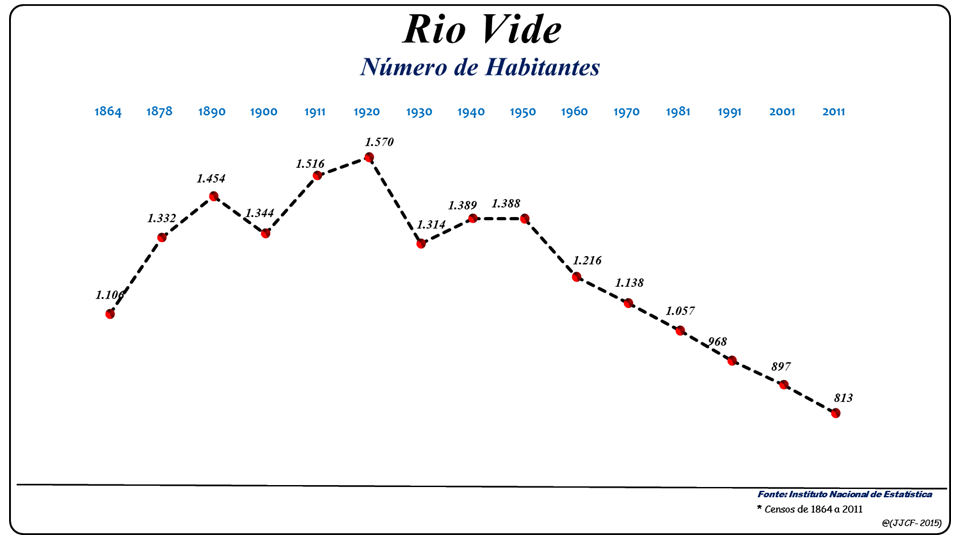
Evolução da População (1864 / 2011)

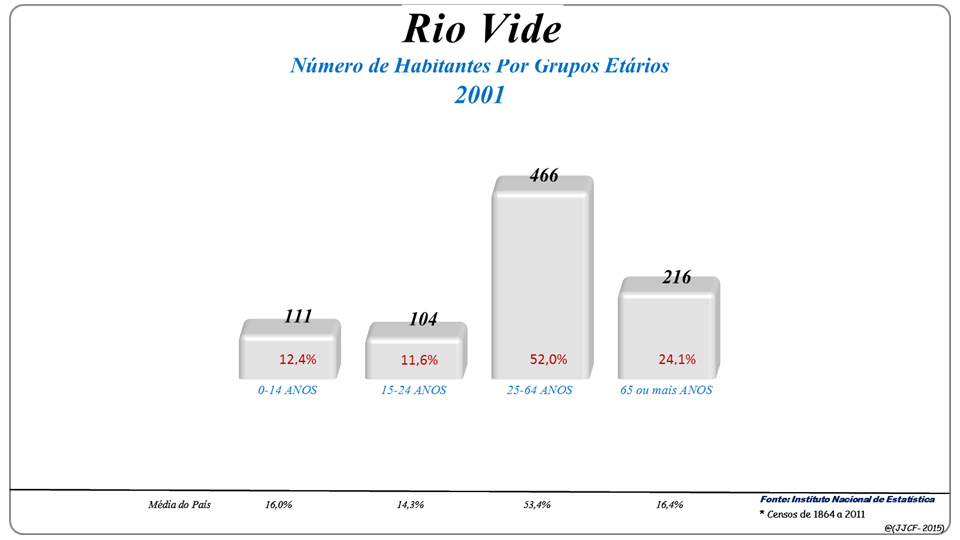
Grupos Etários (2001 e 2011)

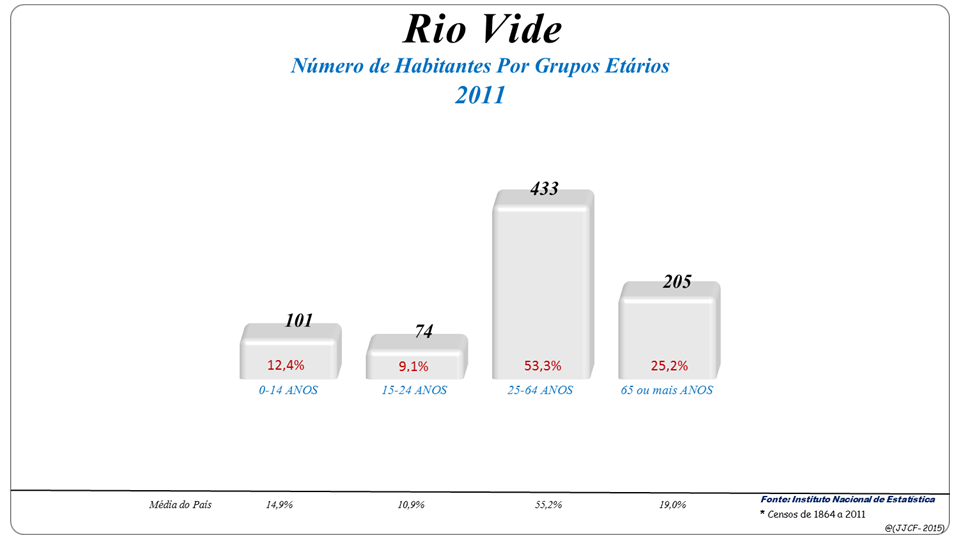
Grupos Etários (2001 e 2011)

| População da freguesia de Rio Vide | População da freguesia de Rio Vide | População da freguesia de Rio Vide | População da freguesia de Rio Vide | População da freguesia de Rio Vide | População da freguesia de Rio Vide | População da freguesia de Rio Vide | População da freguesia de Rio Vide | População da freguesia de Rio Vide | População da freguesia de Rio Vide | População da freguesia de Rio Vide | População da freguesia de Rio Vide | População da freguesia de Rio Vide | População da freguesia de Rio Vide | População da freguesia de Rio Vide |
| ---------------------------------- | ---------------------------------- | ---------------------------------- | ---------------------------------- | ---------------------------------- | ---------------------------------- | ---------------------------------- | ---------------------------------- | ---------------------------------- | ---------------------------------- | ---------------------------------- | ---------------------------------- | ---------------------------------- | ---------------------------------- | ---------------------------------- |
| 1864                               | 1878                               | 1890                               | 1900                               | 1911                               | 1920                               | 1930                               | 1940                               | 1950                               | 1960                               | 1970                               | 1981                               | 1991                               | 2001                               | 2011                               |
| 1 106                              | 1 332                              | 1 454                              | 1 344                              | 1 516                              | 1 570                              | 1 314                              | 1 389                              | 1 388                              | 1 216                              | 1 138                              | 1 057                              | 968                                | 897                                | 813                                |

## Património
- Igreja Paroquial de São Tiago;
- Capela de Vera Cruz;
- Capela de Nossa Senhora do Carmo;
- Capela de Nossa Senhora da Nazaré;
- Capela de Santo António;
- Capela de São Mateus.